# 유동열
류동열(柳東烈, 1879년 3월 26일 ~ 1950년 10월 18일)은 대한제국의 군인이며 대한민국의 독립운동가, 정치인이다. 만주에서 군사활동을 하였고, 대한민국 임시정부와 한국 광복군에 참여했다. 1939년에는 잠시 임정 내각수반을 맡았다. 광복 이후에는 조병옥, 이응준의 천거로 인하여 미 군정 통위부 부장을 지냈다.
해방 이후 한국인 부대의 첫 지휘권자였으며, 고위장교 임용은 차라리 무조건 양반 출신들만 해야 된다 하여 미군정과 갈등을 빚었다.
본관은 문화, 호는 춘교(春郊)이고, 가명은 유동설(柳東設)·류동렬(柳東烈)·유청송(柳靑松)이다.

## 생애

### 구한국 시절
류동열은 1879년 3월 평안북도 박천군 박천읍 매화리 199번지에서 부친 류종식과 모친 최씨 사이에서 태어났다. 19살 때 사촌형과 함께 미국으로 건너가 샌프란시스코에서 체류하다 일본제국 육군사관학교의 예비학교인 성성학교에(成城學校) 입학하였고, 이를 계기로 군인이 되었다.
1903년 일본 육군사관학교를 졸업했다. 졸업 이후 일본군 육군 견습사관으로 일본 황실 근위사단에서 시보근무를 하다 귀국했다.
류동열은 그 뒤 대한제국 육군 장교 신분으로 노백린과 이동휘 등과 비밀결사 효충회를 결성해 친일파 대신의 암살을 계획했고, 1904년 러일전쟁 때 대한제국 파견 무관 자격으로 일본군에 종군, 평안남도 선천 부근에서 러시아군과 교전하기도 했다. 러일전쟁 종결 후 경성부에 주둔해 있던 일본군 6군사령부에 파견근무하다가, 다시 대한제국 육군으로 복귀하였다.
이후 대한제국 육군 무관학교 교관, 유년학교 교관에 임명되었다가, 1905년(광무 8) 군무국으로 전출었다. 참령(參領)으로 승진하여 황실 시위대 기병대장, 참모국 제2과장에 임명되었다. 1906년(광무 9) 미국에서 귀국한 안창호(安昌浩)를 만나,1907년 4윌의 신민회 창립에 창립발기인의 한사람으로 참여했다. 1907년 8월 대한제국 군대가 강제 해산령이 내려지자 반일 독립운동에 가담했다.
군대해산령 발표 이후 만주 서간도로 가서 군관학교를 설립할 계획을 세웠으나 실패하고 귀국, 안창호, 윤치호, 이상재 등과 교류하였다.
1909년 8월 대한제국 참령(소령)으로 군대를 떠난 뒤에도 서우학회와 신민회, 서북학회에 관여하는 한편, 국채보상운동에도 참여했다. 구한국군 기병대장을 거쳐 애국계몽운동에도 활발히 참여했고, 1909년 일제의 침탈을 결사 반대하는 격문을 발표했다. 그해 10월 26일 안중근 의사가 이토오 히로부미를 사살하자 그 배후의 한 사람으로 지목되어 검거되기도 했다. 이런 활동으로 말미암아 일본의 감시가 심해지자 중국 베이징으로 망명한다.

### 망명과 독립 운동
망명한 뒤에는 독립군 자금 모집을 위해 베이징과 국내 각지에서 활동하였다. 망명생활 중 그는 본명 외에도 가명으로 유동설, 유청송이라는 이름을 사용했다.
그해 7월 그는 신민회의 부회장으로 안창호 등이 참가한 중국 칭다오의 청도회담(靑島塵談)에 참석하여 동지를 규합하고 조선총독부, 일본에 무력 항거할 것을 강력히 주장하였으며, 일본 영사관 경찰에게 체포되어 조선으로 송환되었다. 1911년 8월 일제가 조작한 105인 사건에 연루돼 윤치호, 양기탁, 이승훈 등과 함께 1심에서 최고형인 징역 10년형을 선고받고, 1920년 3월 13일의 2심에서는 별 혐의점이 없어 무죄판결을 받았으나 1년 6개월간 옥고를 치렀다. 1913년 석방된 뒤 만주로 망명하였다. 이후 주로 지린 성 등지에서 독립운동에 참여했다.
1913년 러시아 연해주에서 이동휘, 이갑, 이강 등과 신민회 부활을 선언, 러시아 각 지역 책임자를 선출해 신민회를 재조직하였다. 그는 또 이상설, 이동휘 등과 권업회에도 가입해 활동했다.
1917년 러시아 연해주 쌍성(雙城)에서 김립(金立), 문창범(文昌範) 등과 전로한족회(全露韓族會)의 결성에 참여했다. 1918년 서일(徐一)의 중광단(重光團)에 가입했고, 1919년 2월 김좌진, 김동삼(金東三) 등과 함께 만주지역 독립운동가들의 지린에 대한독립선언서의 39인 중 한 명으로 서명에 참여했다.이후 신한혁명당, 한인사회당, 고려공산당을 창립하고, 고려군정의회를 설립, 군정위원으로 선출되었다.
1918년 3월 하바로프스크에서 원동인민위원회 위원장 크라스노체코프 주관하에 개최된 조선인 인민혁명가 대회에 이동휘, 김립, 이동녕, 양기탁 등과 함께 참석하고, 곧 한인사회당을 창당, 발기했다. 1918년 5월 한인사회당의당 군사부장 겸 군사학교장에 임명되었다. 그는 그외에도 한인사회당에서 출판하는 역사와 지리 교과서 등의 편집과 조선어 번역을 담당하였다.
일본군이 시베리아 출병하자 1918년 7월 한인사회당엣에서 조직한 한인적위대에 참여하고, 한인적위대 지휘관으로 이만 전투에 참가하였다. 1918년 9월 4일 하바로프스크가 백러시아군에 함락되자 그는 탈출, 김 알렉산드라 페트로브나 등과 같이 도피하던 중 9월 10일 백러시아군에 체포되어 심문과 즉결 재판을 받고 풀려났다.

### 대한민국 임시정부 활동

#### 임시정부 참여와 탈퇴
1919년 국내외 각지에서 임시정부가 추진될 때, 한성임시정부의 참모부총장, 노령 대한국민회의에서는 참모총장, 상하이 임시정부에서는 군무총장에 각각 임명되었다. 1919년 8월 통합임시정부 설치 이후 군무부장을 지냈다.
1919년 7월 만주 동삼성에 있던 각 한인 독립운동 군벌의 통합을 추진하기 위해 임시정부의 명으로 길림으로 파견되었다. 이때 그는 대한민국 길림 주재 군정사독판(軍政司督辦)에 임명되어 파견, 만주내 한인 독립군 파벌의 통합운동 추진, 군자금 모집 활동을 하였다. 1922년 대한민국임시정부의 군무총장에 임명, 1924년 4월까지 재직하였다.
1921년 이르쿠츠크에서 개최된 고려공산당대회(高麗共産黨大會)에 참가, 고려혁명당 중앙위원이 되었고, 임정을 일시 떠났다. 1926년 4월 만주 지린성에서 고려혁명당이 창당될 때 창당발기인으로 참가, 고려혁명당 중앙당 위원에 임명되었다. 1930년 대한민국 임시정부에 복귀, 임정 국무위원, 군무부장에 취임하였다.

#### 임시정부 복귀, 광복군 참여
1931년 9월 만주사변이 발발한 뒤 선생은 중국 관내에서 중한민중대동맹을 조직하고 임시정부의 국무위원으로 선임되었으며, 1935년 난징에서 김규식, 지청천, 김원봉 등과 함께 조선민족혁명당 창당에 참가했다. 1938년 한국국민당, 조선혁명당, 한국독립당의 통합을 추진할 때 통합된 한국독립당에 참여, 한독당 중앙집행위원에 임명되었다. 1938년 5월 6일 중국 창사의 남목청에서 김구와 함께 회의 중 전 고려혁명당 간부 이운한의 총격을 받아 부상을 입기도 했다.
1939년 10월 25일 임시정부 국무위원 겸 내각 참모총장에 선출되었다. 1940년 5월 기강에서 한국독립당의 중앙집행위원의 한 사람에 선출되었다. 1940년 쓰촨 성 충칭에서 광복군 창군 후 광복군 참모총장으로 통수부의 막료가 되어 임시정부의 군사정책과 활동을 주관했다.
1945년 2월 한국독립당을 탈당, 홍진(洪震) 등과 신한민주당을 창당하고 당을 지도했다.

### 광복 이후

#### 귀국 이후
1945년 귀국 이후 우익 정치인으로 활동하였다. 1945년 12월 서울운동장에서 열린 임시정부 환영회 참석하였다. 하오 2시 20분경 조선생명회사 2층에서 김구를 중심으로 좌우에 이승만, 이시영, 김규식, 류동렬 등이 창을 열고 환영행렬을 맞이하였다. 1946년 조병옥의 추천으로 미 군정청 통위부장에 임명되어, 이범석, 이청천, 원용덕, 손원일 등과 함께 조선국방경비대 창설에 관여하였다. 조병옥은 자신의 저서 나의 회고록에 그의 능력을 불신하면서도 자신이 추전했음을 기술하였다. 유동열은 처음 군정 참여에 부정적이었으나 신생 조국의 군대는 광복군의 법통을 계승해야 된다는 이응준 등의 거듭된 방문과 전화설득으로, 취임을 수락하였다. 조선국방경비대는 후에 대한민국 국군의 모태가 되었다.
그러나 국방경비대와 경찰 간 체포 관련 분쟁이 발생하면서 그는 조병옥과 갈등하게 된다.
1946년 2월 14일 비상국민회의 국방위원장으로 선출되었다. 1949년 8월 20일 민족진영강화위원회 상무위원에 선출되었다.

#### 말년
1950년 한국 전쟁이 일어난 뒤 조선민주주의인민공화국으로 납북되었다. 한국전쟁이 발발한 뒤 곧 서울을 점령한 인민군과 이북의 정치일꾼들은 이른바 ‘모시기 공작’을 통해 김규식 등 남북협상에 참여한 인사들과 출옥인사들을 북으로 데려가는 작업을 서둘렀다. 대부분의 임시정부 요인들과는 달리 미군정에 참여해 통위부장으로 한국군 창설의 산파역을 했던 류동렬 장군도 당연히 모시기 공작의 대상이었다. 남쪽이 ‘납북’으로 부르는 북쪽의 ‘모시기 공작’으로 류동열은 북으로 가게 됐다. 당시 72세 고령이던 류동열은 1950년 10월 18일 평안북도 희천의 어느 농가에서 사망했다. 평양 서남쪽 신미리의 애국열사릉에 안장됐다.
조선천도교청우당 중앙위원장을 지낸 류미영이 류동열의 딸이다. 외무장관을 지내고 월북한 최덕신이 사위이며 독립운동가 최동오가 사돈이다.

## 논란

### 비 양반 출신의 고위장교 임용 반대
유동열은 양반가문 출신이 아닌 사병의 고위장교 임용을 반대하여 미군정을 당황하게 했다.
당시 군정청에 파견되었던 미군 육군 대위제임스 하우스만은 이중 한사람인 김종갑의 임용을 반대하는 것을 기록으로 남긴다. 춘천 8연대의 수석장교인 김종갑 중위가 대위로 진급할 때였다. 그는 6.25 전쟁 기간 동안 사단장까지 지냈고 나중에 육군 중장으로 예편돼 국방차관까지 올라간 사람이다. 하우스만은 김종갑을 적임자로 보았다, 그런데 그의 진급 명령이 나오지 않았다. 통위부장 유동열 장군이 브레이크를 걸고 있었다.
그는 김종갑의 승진임용 반대 이유에 대해 조선경비대의 장교는 반드시 양반 출신이어야 한다는 것이었다. 미군정은 당황해했다. 하우스만은 '나는 유능한 김종갑의 가문을 잘 알지는 못하나 어쨌든 유동열 장군이 보기에는 조선의 고급 장교가 될 만한 양반이 아니라는 것이었다. 이런 케이스로 진급이 유보돼 있는 사람이 많았다. 도대체 어쩌겠단 말인가.'라며 한탄했다.
제임스 하우스만은 '단 1명의 장교도 아쉬운 판인데 능력과 아무런 관계도 없는 양반 논쟁으로 인사의 차질을 빚고 있으니 어처구니없는 입장이었다. 나는 부족한 장교를 양성하기 위해 현지 임관을 통해 장교 숫자를 늘리는 한편 한국 육군사관학교 개설을 돕고 있었다. 유장군은 계속 장교의 조건으로 “양반”을 들고 나왔다. 그러나 그런 말이 새 경비대를 조직하는 마당에 통할 리가 없었다. 어느 미군 조직법에도 양반만이 장교가 돼야 한다는 근거가 없었다고 하였다.
유동열은 양반 출신이 아닌 사람이 고위 장교가 되어서는 안된다고 고집했고, 미군들은 미국의 군대 조직법에는 귀족출신만 장교를 해야 된다는 근거가 없다고 설득했다.

## 기타

### 대한제국의친왕 이강공과의 관계
류동열의 서녀(庶女)인 류정순은 대한제국 황족 종실 출신 의친왕 이강의 서자(庶子)인 흥영군 이우의 측실이었다.

## 사후
- 조선민주주의인민공화국에서는 조선민주주의인민공화국의 애국렬사로 추증했다.[11]
- 대한민국 정부는 그의 공적을 기리어 1989년 건국훈장 대통령장을 추서하였다.
- 대한민국 국가보훈처에서는 2008년 7월 31일 임시정부 국무위원을 역임하고 무장 독립운동과 광복군 양성에 힘쓴 류동열을 ‘8월의 독립운동가’로 선정했다.[1]

## 같이 보기
- 원용덕
- 남조선국방경비대
- 독립군
- 의병
- 한국 광복군
- 의친왕
- 이범석
- 최동오
- 독립유공자로 대통령장을 수여받은 사람

## 참고 자료
- 국가보훈처. “2008년 8월의 독립운동가 - 류동열”. 2016년 3월 5일에 원본 문서 (HTML)에서 보존된 문서. 2008년 8월 23일에 확인함.
- “브리태니커 백과사전”. 2014년 9월 4일에 확인함.